# Po'e
Po'e é um pudim de banana típico do Tahiti; tradicionalmente, era cozido nas brasas, envolvido em folhas de bananeira.
A receita recomenda que se faça um puré com bananas maduras, que se mistura com açúcar mascavado e amido, por exemplo, maizena ou araruta; opcionalmente, pode juntar-se essência de baunilha e bate-se bem até que o amido esteja bem misturado com o puré e o açúcar. Coze em forno médio, pelo menos 30 minutos, até o pudim estar firme; deixa-se arrefecer, tapa-se e coloca-se na geleira até ficar bem fresco. Serve-se com creme-de-coco (a parte mais grossa do leite-de-coco) e açúcar.
O pudim pode ser feito com outras frutas, como papaia ou manga, ou mesmo abóbora e, se se fizer um puré suficientemente espesso, pode cozer-se em “pacotes” de folha de bananeira, seja no forno ou nas brasas. 